# Järnvägsolyckan i Sya-Mjölby
Järnvägsolyckan i Sya-Mjölby inträffade den 31 mars 1975 på Södra stambanan mellan Sya och Mjölby. Olyckan orsakades av en personbil av märket Volkswagen som körde in i expresståg 5:s andra vagn i en plankorsning. Detta fick till följd att den påkörda vagnen spårade ur och drog med sig ytterligare åtta vagnar. 14 personer dödades och 29 skadades. Korsningens ljus- och ljudsignaler fungerade felfritt vid olyckan.